# DL50
En toxicologia la dosi letal mediana, DL50 (o sigui: dosi letal 50%), CL50 (concentració letal 50%) o CLt50 (concentració letal i temps) és la dosi necessària d'una toxina, radiació o patogen, per a matar la meitat d'una població després d'un test amb unes característiques específiques.
Les xifres de DL50 s'utilitzen habitualment com un indicador de la toxicitat aguda d'una substància. El test fou creat per J. W. Trevan l'any 1927. El terme dosi semiletal és utilitzat de vegades amb el mateix significat, especialment en les traduccions de texts de llengües que no siguin l'anglès, però també podria referir-se a una dosi subletal; per aquesta ambigüitat, es tracta d'evitar aquest ús. La FDA (administració que controla la normativa en matèria d'alimentació i fàrmacs) del govern dels USA ha començat a aprovar mètodes alternatius a la DL50 en resposta a la investigació, per motius de crueltat, i la manca de la sensibilitat del test en relació amb els humans.

## Convencions
La DL50 s'expressa com la massa de la substància administrada per unitat de massa del subjecte testat. Per exemple, grams de substància per kilogram de massa del cos. Això permet comparar la toxicitat relativa de diferents substàncies i normalitzar-la en referència a la mida dels animals exposats (tot i que la toxicitat no sempre segueix una escala lineal amb la massa corporal). Habitualment, la DL50 d'una substància s'expressa en mil·ligrams per kilograms de pes corporal. En el cas d'algunes neurotoxines com la batracotoxina, una de les toxines més tòxiques conegudes, la DL50 resulta més convenient expressar-la en micrograms per kilogram (µg*kg-1 o µg/kg) o nanograms per kilograms (ng*kg-1 o ng/kg) de massa/pes corporal.
L'elecció del 50% de la letalitat com a punt de referència evita el potencial per ambigüitat de realitzar mesures en els extrems i redueix la quantitat de tests a realitzar. Tanmateix, això també significa que la DL50 no és letal per tots els individus, alguns moren a dosis (molt) més baixes i d'altres poden sobreviure a dosis (molt) més altes que no pas la DL50. Mesures com poden ésser la DL1 o la DL99, les dosis necessàries per matar l'1% i el 99% respectivament de la població testada, són utilitzades, de forma ocasional, per propòsits específics.
La dosi letal sovint varia depenent del mètode d'administració; per exemple, moltes substàncies són menys tòxiques quan són administrades oralment que no pas administrades per via intravenosa. Per aquesta raó, la DL50 és habitualment referenciada amb el mètode d'administració, per exemple: "DL50 i.v.".
Les quantitats relatives com ara DL50/30 o DL50/60, són utilitzades per referir-se a dosis que sense tractament són letals per al 50% de la població en, respectivament, 30 i 60 dies. Aquests tipus de mesures són usades amb major habitud en "RadioFísica de la Salut".
Una mesura comparativa és la CLt50, que relaciona la dosi letal amb l'exposició, on C és la concentració i t és el temps. Habitualment s'expressa en mg•min/m3. CIt50 és la dosi que causarà incapacitació més aviat que no pas la mort. Aquestes mesures són habitualment usades per indicar l'eficàcia comparativa d'agents químics, i les dosis són típicament indicades pel ritme de respiracions (per exemple: tranquil = 10 L/min) per inhalació, o el grau de roba per a la penetració dèrmica. El concepte de Ct fou proposat per primera vegada per Fritz Haber i, de vegades, se'l coneix com a Llei de Haber, que suposa que l'exposició durant 1 minut a 100 mg/m3 és equivalent a 10 minuts de 10 mg/m3 (1x100 = 100 com 10x10=100).
En aquests casos que les substàncies no segueixin la Llei de Haber, la concentració letal pot ésser donada simplement amb la CLt50 i qualificada amb la durada de l'exposició (per exemple, 10 minuts). El "Full de dades de seguretat del material" per substàncies tòxiques usualment utilitza aquesta forma del terme, fins i tot en substàncies que segueixen la Llei de Haber.
Per organismes causants de malalties existeix una mesura coneguda com a dosi infectiva mitja i la dosificació infectiva mitja. La dosi infectiva mitja (DI50) és el nombre d'organismes rebut per una persona o animal d'investigació qualificat per la via d'administració (per exemple: 1200 org / persona via oral). Degut a les dificultats actuals en el comptatge d'organismes en una dosi, les dosis infectives poden ésser expressades en termes d'assaig biològic, com el nombre DL50 d'algun animal testat. Per agents biològics amb ús bèl·lic la dosificació contagiosa és el nombre de dosis contagioses per minut per un metre cúbic (per exemple, CLt50 és 100 dosis mitjanes•min/m3).

## Limitacions
Com a mesura de toxicitat, la DL50 és quelcom poc fidedigne i els resultats poden variar àmpliament entre les condicions experimentals degut a factors com poden ésser les característiques genètiques de la població mostral, les espècies animals testades, factors ambientals o el mètode d'administració. Una altra debilitat és el fet que només mesura toxicitat aguda (en contraposició a la toxicitat crònica en dosis baixes) i no té en compte els efectes tòxics que no acaben en mort, però no obstant són importants (per exemple, dany cerebral). Poden existir grans diferències entre espècies; allò que pot resultar inofensiu per les rates pot ésser extremadament tòxic pels humans, i viceversa. En altres paraules, una relativament elevada DL50 no significa necessàriament que sigui una substància inofensiva.
Quan és utilitzat per testar verins d'espècies verinoses, com poden ésser les serps, els resultats de la DL50 poden ésser enganyosos degut a les diferències entre ratolins i humans. Moltes serps verinoses són predadors especialitzats en ratolins i els seus verins poden estar especialitzats a incapacitar ratolins. Mentre molts mamífers tenen una fisiologia similar, els resultats de la DL50 poden ésser o no directament rellevants pels humans.

## Exemples
NOTA: Comparar substàncies, especialment fàrmacs/drogues, per les seves DL50 pot resultar enganyós en molts casos degut, en part, a les diferències en la dosi efectiva, DE50. Per això és molt més profitós comparar aquestes substàncies per índex terapèutic, que és, simplement, la ràtio de DL50 per DE50.
Els següents exemples estan llistats en referència als valors de la DL50, en ordre descendent, i acompanyat del valor de CL50, entre {}, quan és apropiat.
| Substància                                                            | Animal, Via d'administració                           | DL50 {CL50}                          | DL50 : g/kg {CL50 : g/L} estandarditzats | Referència |
| --------------------------------------------------------------------- | ----------------------------------------------------- | ------------------------------------ | ---------------------------------------- | ---------- |
| Aigua                                                                 | rata, oral                                            | 90,000 mg/kg                         | 90                                       | [ 6 ]      |
| Sacarosa (sucre de taula)                                             | rata, oral                                            | 29,700 mg/kg                         | 29.7                                     | [ 7 ]      |
| Vitamina C (àcid ascòrbic)                                            | rata, oral                                            | 11,900 mg/kg                         | 11.9                                     | [ 8 ]      |
| Àcid cianúric                                                         | rata, oral                                            | 7,700 mg/kg                          | 7.7                                      | [ 9 ]      |
| Sulfur de cadmi                                                       | rata, oral                                            | 7,080 mg/kg                          | 7.08                                     | [ 10 ]     |
| Etanol                                                                | rata, oral                                            | 7,060 mg/kg                          | 7.06                                     | [ 11 ]     |
| Melamina                                                              | rata, oral                                            | 6,000 mg/kg                          | 6                                        | [ 9 ]      |
| Cianurat de melamina                                                  | rata, oral                                            | 4,100 mg/kg                          | 4.1                                      | [ 9 ]      |
| Molibdat de sodi                                                      | rata, oral                                            | 4,000 mg/kg                          | 4                                        | [ 12 ]     |
| Sal de taula                                                          | rata, oral                                            | 3,000 mg/kg                          | 3                                        | [ 13 ]     |
| Paracetamol (acetaminofè)                                             | rata, oral                                            | 1,944 mg/kg                          | 1.944                                    | [ 14 ]     |
| Delta-9-Tetrahidrocanabinol (THC)                                     | rata, oral                                            | 1,270 mg/kg                          | 1.270                                    | [ 15 ]     |
| Arsènic metàl·lic                                                     | rata, oral                                            | 763 mg/kg                            | 0.763                                    | [ 16 ]     |
| Clorur d'alquil dimetil benzalconi (ADBAC)                            | rata, oral fish, immersion aq. invertebrates, imm.    | 304.5 mg/kg {0.28 mg/L} {0.059 mg/L} | 0.3045 {0.00028} {0.000059}              | [ 17 ]     |
| Cumarina (benzopirona, de la canyella Cinnamomum sp i altres plantes) | rata, oral                                            | 293 mg/kg                            | 0.293                                    | [ 18 ]     |
| Aspirina (àcid acetilsalicílic)                                       | rata, oral                                            | 200 mg/kg                            | 0.2                                      | [ 19 ]     |
| Cafeïna                                                               | rata, oral                                            | 192 mg/kg                            | 0.192                                    | [ 20 ]     |
| Trisulfur d'arsènic                                                   | rata, oral                                            | 185–6,400 mg/kg                      | 0.185                                    | [ 21 ]     |
| Nitrit de sodi                                                        | rata, oral                                            | 180 mg/kg                            | 0.18                                     | [ 22 ]     |
| Clorur de cobalt (II)                                                 | rata, oral                                            | 80 mg/kg                             | 0.08                                     | [ 23 ]     |
| Òxid de cadmi                                                         | rata, oral                                            | 72 mg/kg                             | 0.072                                    | [ 24 ]     |
| Florur de sodi                                                        | rata, oral                                            | 52 mg/kg                             | 0.052                                    | [ 25 ]     |
| Nicotina                                                              | rata, oral                                            | 50 mg/kg                             | 0.05                                     | [ 26 ]     |
| Pentaborà                                                             | humà, oral                                            | <50 mg/kg                            | <0.05                                    | [ 27 ]     |
| Capsaïcina                                                            | ratolí, oral                                          | 47.2 mg/kg                           | 0.0472                                   | [ 28 ]     |
| Clorur de mercuri (II)                                                | rata, dèrmica                                         | 41 mg/kg                             | 0.041                                    | [ 29 ]     |
| Dietilamida de l'àcid lisèrgic (LSD)                                  | rata, intravenosa                                     | 16.5 mg/kg                           | 0.0165                                   | [ 30 ]     |
| Triòxid d'arsènic                                                     | rata, oral                                            | 14 mg/kg                             | 0.014                                    | [ 31 ]     |
| Arsènic metàl·lic                                                     | rata, intraperitoneal                                 | 13 mg/kg                             | 0.013                                    | [ 32 ]     |
| Cianur de sodi                                                        | rata, oral                                            | 6.4 mg/kg                            | 0.0064                                   | [ 33 ]     |
| Fòsfor blanc                                                          | rata, oral                                            | 3.03 mg/kg                           | 0.00303                                  | [ 34 ]     |
| Estricnina                                                            | humà, oral                                            | 1–2 mg/kg(estimat)                   | 0.001                                    | [ 35 ]     |
| Òxid de beril·li                                                      | rata, oral                                            | 0.5 mg/kg                            | 0.0005                                   | [ 36 ]     |
| Aflatoxina B1 (d'Aspergillus flavus)                                  | rata, oral                                            | 0.48 mg/kg                           | 0.00048                                  | [ 37 ]     |
| Verí de la taipà terrestre (serp australiana)                         | rata, subcutània                                      | 25 µg/kg                             | 0.000025                                 | [ 38 ]     |
| Ricina                                                                | rata, intraperitoneal rata, oral                      | 22 μg/kg 20–30 mg/kg                 | 0.000022 0.02                            | [ 39 ]     |
| Dioxin (TCDD)                                                         | rata, oral                                            | 20 µg/kg                             | 0.00002                                  | [ 40 ]     |
| Sarín                                                                 | Ratolí, injecció subcutània                           | 17.23 µg/kg (estimat)                | 0.0000172                                | [ 41 ]     |
| VX (agent nerviós)                                                    | humà, oral, inhalació, absorció a través de pell/ulls | 2.3 µg/kg (estimat)                  | 0.0000023                                | [ 42 ]     |
| Batracotoxina (de la granota Punta de Fletxa)                         | humà, injecció subcutània                             | 2-7 µg/kg (estimat)                  | 0.000002                                 | [ 43 ]     |
| Verí d'Hydrophis belcheri (serp de la mar de Belcher)                 | ratolí, intraperitoneal                               | 0.25 µg/kg                           | 0.00000025                               | [ 44 ]     |
| Maitotoxina                                                           | ratolí, intraperitoneal                               | 0.13 µg/kg                           | 0.00000013                               | [ 45 ]     |
| Poloni-210                                                            | humà, inhalació                                       | 10 ng/kg (estimat)                   | 0.00000001                               | [ 46 ]     |
| Toxina botulínica (Botox)                                             | humà, oral, injecció, inhalació                       | 1 ng/kg (estimat)                    | 0.000000001                              | [ 47 ]     |
| Radiació ionitzant                                                    | humà, irradiació                                      | 3-6 Gy                               |                                          |            |

## L'escala del verí
Una visió logarítmica del DL50 simplifica la comparació.

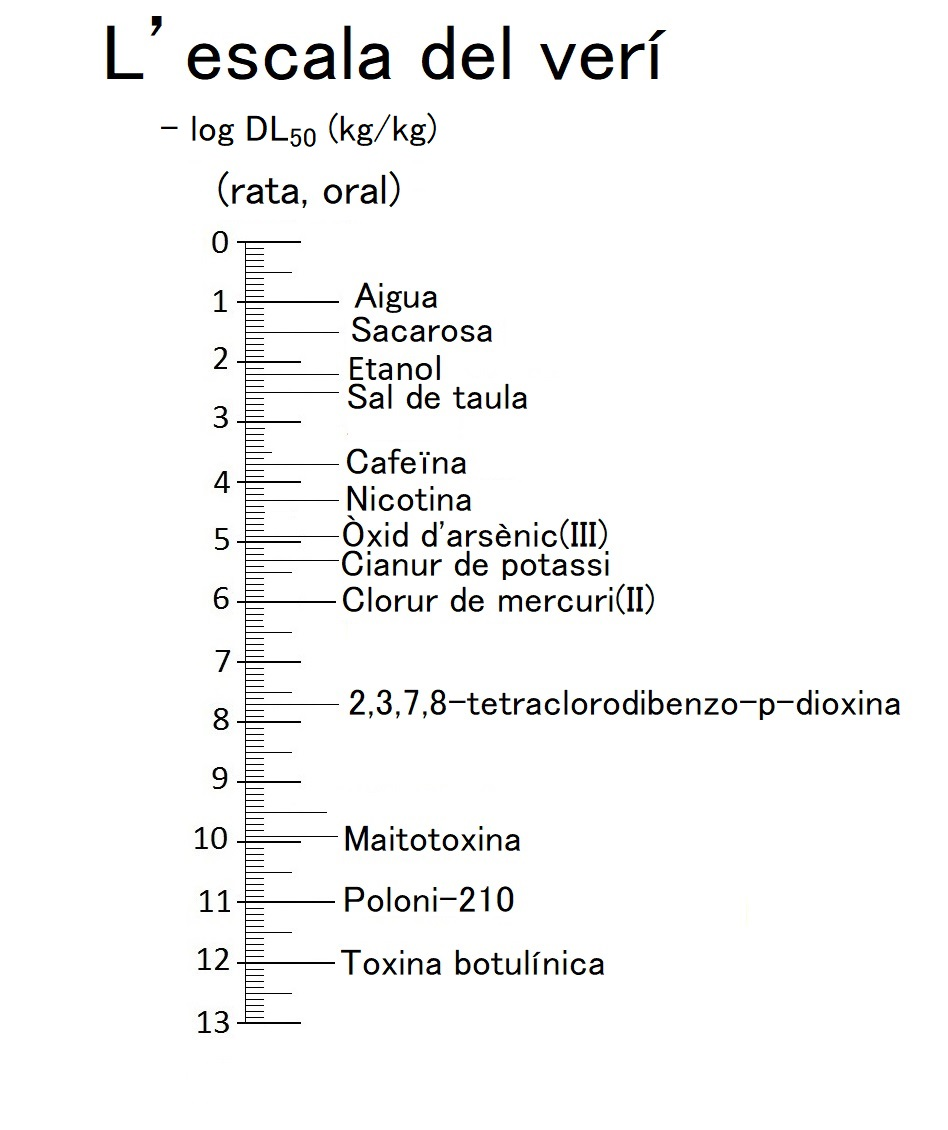
escala logarítmica de dosis letals.

## Problemàtica per l'experimentació animal
Els grups de defensa dels drets dels animals així com els grups de protecció animal, com per exemple Animals Right International han fet campanya contra realitzar els test de DL50 en animals, com en el cas d'altres substàncies, perquè comporten una lenta i dolorosa mort pels animals. Alguns països, inclòs el Regne Unit, han fet passes per prohibir la DL50 per via oral i l'Organització per la Cooperació i el Desenvolupament Econòmic (OCDE) abolí la prova oral el 2001 (cfr. Test Guideline 401, Trends in Pharmacological Sciences Vol 22, February 22, 2001).

## Altres mesures de toxicitat
Factor de seguretat conegut
Índex terapèutic
Índex protector
Procediment de Dosi Fixa per determinar la DL50
Dosi tòxica mitja (DT50)
Concentració tòxica el més baixa possible publicada (TCLo)
Dosi letal el més baixa possible publicada (LDLo)
CI50 (concentració inhibitòria del 50%)
Valor límit indicatiu
Nivell d'efecte advers no observable (NOAEL)
Nivell el més baix possible d'efecte advers observable (LOAEL)
Procediment Amunt-I-Avall